# Li Long Tsi
Li Long Tsi est un linguiste franco-coréen né le 3 juillet 1896 en Corée, installé en France depuis 1920, et mort le 13 décembre 1986 à Paris,.

## Biographie
Coréen, du clan Li du Yŏnan (en), issu d’un milieu pauvre mais lettré du Hamgyong du Sud, il perd sa mère à l'âge de 3 ans. Son père Li Hen-Son parti en Sibérie pendant huit ans, il est élevé par un grand-oncle, frère cadet de son grand-père, jusqu’à 10 ou 11 ans. Il fuit son pays soumis à la domination japonaise, en 1920, sur un bateau parti de Shanghaï, avec un passeport chinois, dans le cadre du Mouvement Travail-Études.
Il arrive en France le 14 décembre 1920. Il y fréquente le Cercle international de jeunesse. Il se marie le 7 mai 1936 avec Madeleine Koechlin, l'une des filles du compositeur Charles Koechlin, avec laquelle il a eu six enfants, dont l'assistant réalisateur Pierre Li et le mathématicien Étienne Li, qui a épousé la chorégraphe Blanca Li.
En France, après un bref séjour dans une usine métallurgique à Montbard, avoir participé aux travaux de reconstruction après la première guerre mondiale à Laon et servi dans une briqueterie à Reims, Li Long Tsi s'installe à Paris. Il travaille notamment comme garçon de service dans une clinique parisienne (rue Boileau), puis comme valet de chambre du cinéaste Marcel L’Herbier et fait des études de linguistique. Il suit notamment les cours de Gustave Guillaume, avec lequel il se lie d'amitié.
Il devient linguiste, sinologue et comparatiste des langues indo-européennes. Outre le chinois et le coréen, il travaille aussi sur le siamois et le japonais. Il a été l'un des précurseurs des études coréennes en France, ainsi que le président d’une association coréenne pour la réunification. Il a écrit quelques articles destinés au grand public pour faire mieux connaître la Corée en France, dans La Nature, l'Observateur ou encore l'encyclopédie de la Pléiade.
Par ailleurs, il devient « père au foyer » et nourrit sa famille en cultivant son jardin à Sceaux puis L'Haÿ-les-Roses. Il suit notamment des cours d'horticulture à l'Association des auditeurs des cours du Luxembourg.
Il meurt à Paris en 1986.

## Distinctions

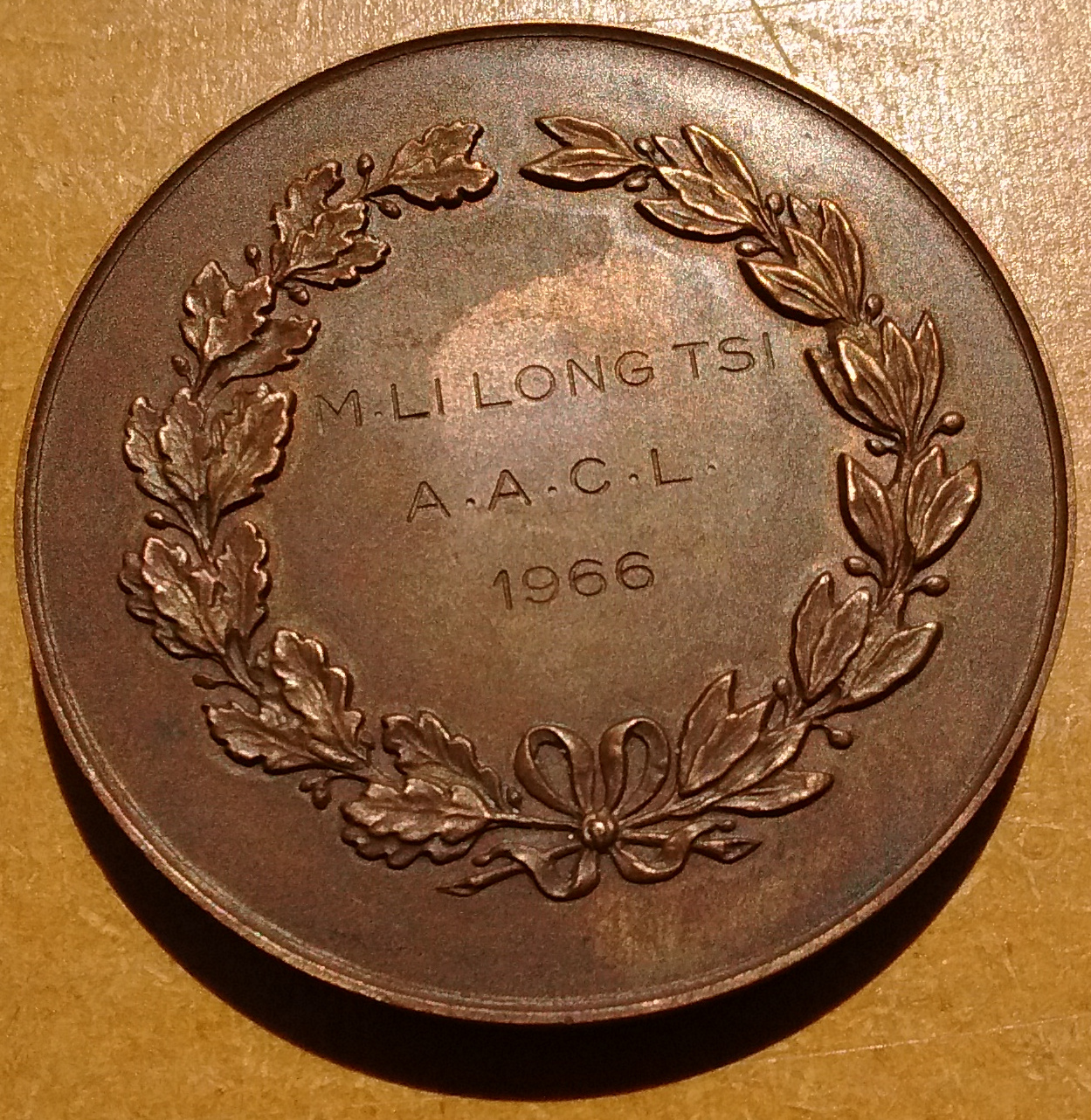
Médaille d'horticulture de l'Association des auditeurs des cours du Luxembourg (AACL) décernée à Li Long Tsi en 1966 (verso)
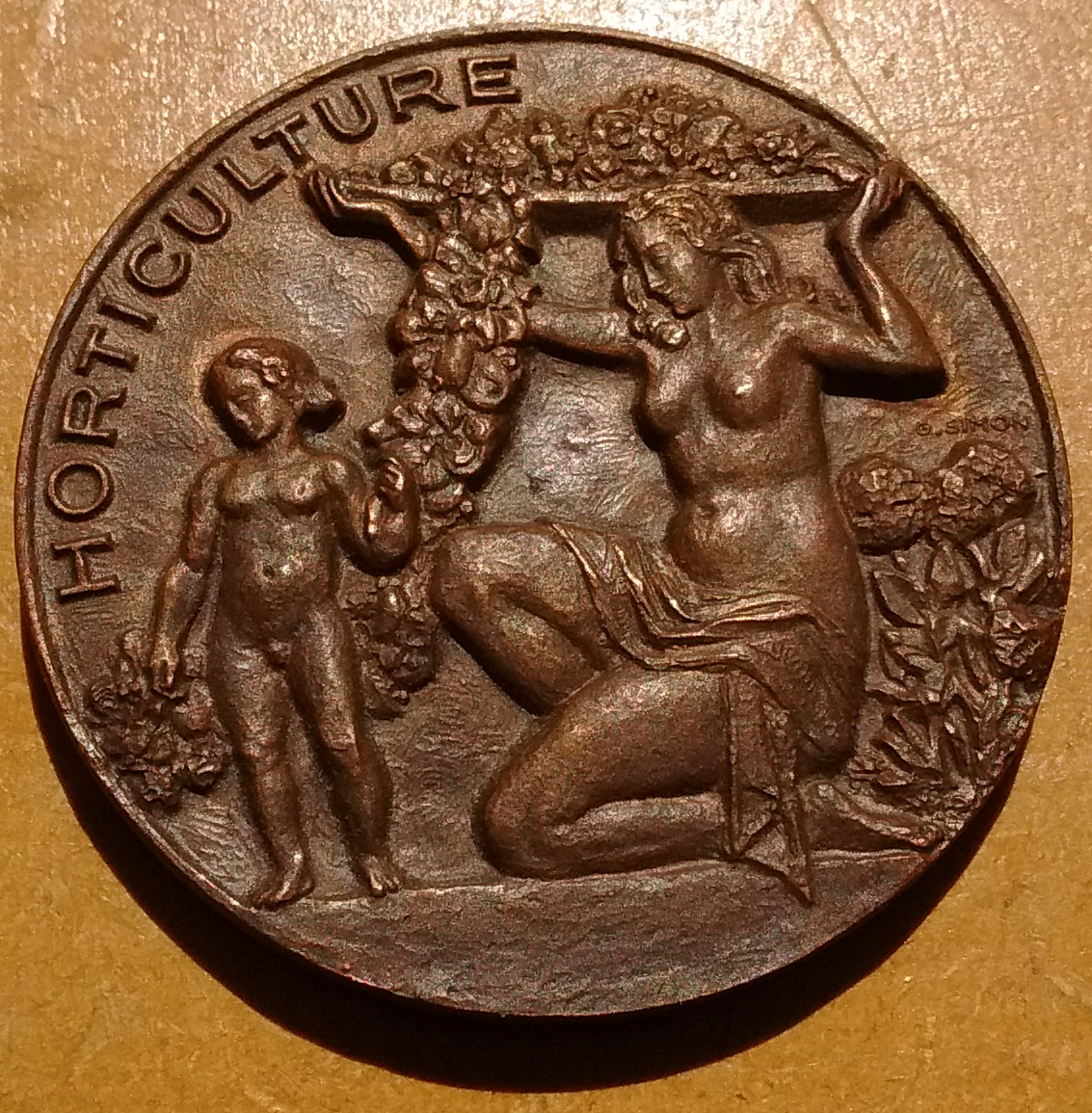
Médaille d'horticulture de l'Association des auditeurs des cours du Luxembourg (AACL) décernée à Li Long Tsi en 1966 (recto)

## Pour approfondir